# Landesgartenschau Furth im Wald 2025
Die Landesgartenschau Furth im Wald 2025 ist eine Landesgartenschau in der Stadt Furth im Wald im bayerischen Landkreis Cham. Sie findet vom 22. Mai bis 5. Oktober 2025 unter dem Motto „Sagenhaft viel erleben“ statt.

## Konzeption
Zu der 38. Landesgartenschau in Bayern wurden neue Parks an den Flüssen Kalte Pastritz und Chamb angelegt. Verbindendes Element ist ein Brückenring, der die Inseln zwischen den Wasserläufen erschließt. Auf der Regner-Insel entstand ein Abenteuerspielplatz, der sich „aus einem Drachenei schält“.
Die Gartenschau wurde mit 11,3 Millionen Euro gefördert. Rund 2.600 Sträucher, 240 Bäume sowie fast 150.000 Stauden und Zwiebeln wurden gepflanzt. Etwa 3.000 Veranstaltungen sollen stattfinden.
Besondere Attraktion ist die Präsentation „Der Further Drache – Der Mythos lebt!“ in der „Drachenhöhle“ mit regelmäßigen Live-Vorführungen von „Tradinno“, dem ansonsten beim jährlichen Volksschauspiel Further Drachenstich eingesetzten größten vierbeinigen Schreitroboter der Welt, in der überdachten Park-Arena.